# キリンのものしり館
『キリンのものしり館』（キリンのものしりやかた）は、1975年1月1日から1979年12月31日まで毎日放送で放送されていたテレビアニメである。毎日放送とオフィス・ユニの共同製作。毎日放送では麒麟麦酒の一社提供。全1565話。放送時間は毎週月曜 - 土曜 18:55 - 19:00 （日本標準時）。

## 概要
『キリンものしりシリーズ』の作品第5弾。
本作ではネコとネズミが、片方が講談風に進行する傍らでもう一方が進行の妨害をして進行権を取り進めてゆくとまた取り返される、という具合に追いかけやケンカといったドタバタをしながらかわるがわる偉人を紹介するといった内容で放送（講談調なので冒頭にサブタイトルを紹介する際はネコが「〇〇の一席」とユーモラスにアナウンスしていた。たいていネコがひどい目にあうというオチで終わる）。このネコとネズミのコンビは、次作『キリンあしたのカレンダー』の初期まで登場する。また、過去のシリーズ作品はアニメ映像とイラスト（静止画）を併用しての放送だったが、本作にて全編フィルム化が実現した。
平均視聴率は13%、最高視聴率は25%。これは、当時の教養番組500作品ではベストワンとなる記録である。
その後、1983年度に放送番組センターが番組の260本分を購入する。
本放送時にはオープニングで番組名も歌詞に入ったテーマソング（作曲：山下毅雄、歌:みずまさつき、シンガーズ・スリー）が掛かっていたが、放送番組センターに買い取られた後の放送ではインストゥルメンタルのまったく別の曲に差し替えられていた（映像は同じ）。

## 声の出演
- ネコ - キャッシー
- ネズミ - 小宮和枝

## スタッフ
- 構成／監督 - 永沢まこと
- 脚本 - 畑中国明、小川健一、大石洋子 ほか
- テーマ音楽 - 山下毅雄（歌：みずまさつき、シンガース・スリー　本放送版）、黒住憲五（放送番組センター版）[3]
- 撮影 - 高橋宏固
- 編集 - 鶴渕友彰
- 音声演出 - 高桑慎一郎
- 効果 - 吉野晃生
- 選曲 - 水谷忠信
- 調整 - 渡辺春雄
- 録音 - 読売スタジオ
- 演出 - 白石邦俊、渡辺省三
- イラストレーション - 倉橋達治、さとうさとお、中嶋契、由地美枝子、中村みつお、志水圭
- 資料画 - 明珍秀子、池田志津子、松本操
- アニメーション - 彦根範夫、近藤英輔、児玉喬夫、土田治
- レタリング - 佐田康則
- 現像 - 横浜シネマ現像所
- 企画製作 - 毎日放送、オフィス・ユニ

## ネット局
| 放送対象地域 | 放送局       | 系列                    | ネット形態              | 放送時間                         | 備考 |
| ------------ | ------------ | ----------------------- | ----------------------- | -------------------------------- | ---- |
| 近畿広域圏   | 毎日放送     | NETテレビ系列 → TBS系列 | 制作局                  | 月-土曜18:55-19:00               |      |
| 福岡県       | RKB毎日放送  | TBS系列                 | 同時ネット → 先行ネット | 月-土曜18:55-19:00 → 18:54-18:57 |      |
| 中京広域圏   | 中部日本放送 | TBS系列                 | 不明                    | 不明                             |      |
| 三重県       | 三重テレビ   | 独立局                  | 不明                    | 不明                             |      |

福岡県と中京広域圏では、関西地区のネットチェンジ以前もNET系列局（九州朝日放送・名古屋放送）ではなく、TBS系列局で放送されていた。RKB毎日放送では、NET系番組時代はキリンビールではなく徳島水産（現：トクスイコーポレーション）と泰明堂（現：マルタイ）が一日交互で提供していたが、TBS系への移行後にキリンビールのスポンサードネットとなった。